# عمق الليل
عمق الليل (بالإنجليزية: The Vast of Night) هو فيلم خيال علمي وغموض أمريكي من عام 2019. تدور أحداث الفيلم في نيو مكسيكو في خمسينيات القرن الماضي، حيث اكتشفت مشغلة شبكة التليفون ومنسق الموسيقى على الراديو ترددًا صوتيًا غامضًا من خارج كوكب الأرض. من تأليف وإخراج أندرو باترسون، وبطولة سييرا ماكورميك وجيك هورويتز.
تم عرض عمق الليل لأول مرة في مهرجان سلام دانس السينمائي في يناير 2019. حصلت استوديوهات امازون على حقوق توزيع الفيلم وأصدرته في 29 مايو 2020. يقال أن حبكة الفيلم مستوحاة من حادثة الفضائيين في كيكسبرغ واختفائات فوس ليك.

## القصة
في الخمسينيات في نيو مكسيكو، مشغلة لوحة مفاتيح الهاتف فاي تستمع إلى برنامج راديو صديقها الدي جي إيفريت الذي تقاطعه إشارة صوتية غامضة.تصل لفاي مكالمات عن ظاهرة غريبة تشبه الرياح من السماء، وتسمع نفس الإشارة عبر خط الهاتف؛ وتنقطع الإشارة عندما تتصل بأصدقائها. تتصل فاي بإيفريت، الذي يسأل مستمعيه عن معلومات حول الإشارة التي يبثها على الهواء.
اتصل رجل يدعى بيلي، قائلاً أنه عندما كان في الجيش طار في مهمة إلى مكان سري في الصحراء ومنع من إخبار أي شخص عن المشروع السري لان ذلك «يعرض أمريكا للخطر». بيلي والجنود الآخرون بنوا مخبأ كبير تحت الأرض لشحنة لا يعرفونها. أثناء اقلاعهم بعيدًا عن المنشأة، سمع بيلي نفس الإشارة الغريبة في راديو الطائرة. أصيب بيلي بحالة رئوية يعتقد أنها ناجمة عن الوقت الذي قضاه في الصحراء، وسمع عن حالات أخرى قام فيها الجيش بدفن شحنة مماثلة في أماكن سرية حيث سمعت نفس الإشارة.
تم قطع الاتصال لفترة وجيزة، لكن بيلي اتصل مرة أخرى وكشف أنه والجنود الآخرين في هذه المشاريع كانوا جميعًا أمريكيون-أفارقة أو مكسيكيون، للتأكد من أن الناس لن يصدقوهم. تمكن صديق له من تسجيل الإشارة، وأرسل نسخة منها إلى بيلي واخرإلى جنرال القوات الجوية في كايوجا ولكنه قد توفى. تدرك «فاي» أن تلك الشرائط أعطيت للمكتبة المحلية وقامت بسرقتها. تم قطع اتصال بيلي مرة أخيرة ولكن إيفريت وفاي عثرا على التسجيل وبثوها، لكن طاقة محطة الراديو انقطعت. يسرعون إلى مكتب لوحة المفاتيح، حيث تتلقى فاي العديد من المكالمات عن «شيء ما في السماء»، ويلتقون مع جيرالد وبيرسي، اللذان كانا يقودان السيارة بحثًا عن نفس الجسم الطائر المجهول. تتصل امرأة مسنة تُدعى مابل وتقدم بمزيد من المعلومات حول الإشارة.
يذهب إيفريت وفاي إلى منزل مابل، حيث يجداها تتمتم رسالة بلغة غير معروفة. مع تسجيل إيفريت لمحادثاتهما، تقول مابل أن ما شوهد في أنحاء المدينة هي سفن فضائية يقودها كائنات فضائية ينومون البشر مغناطيسياً ويختطفوهم. تعتقد مابل أن الفضائيين سيستهدفون الأشخاص الوحيدين بينما معظم المدينة تحضر لعبة كرة السلة، وتعتقد أن الفضائيين هم المسؤولون عن زرع الصراع في الإنسانية، من إدمان الكحول إلى الحرب. تطلب مابيل أن يتم اصطحابها إلى السفينة الفضائية للم شملها بابنها الذي اختُطف منذ سنوات. لكن إيفريت لم يقتنع ورحل مع فاي، التي تأخذ أختها الرضيعة مادي، ويركبان سيارة جيرالد وبيرتسي. يشغل إيفريت تسجيله لمابل وهو يتحدث الرسالة الفضائية وذلك يضع جيرالد وبيرسي في نشوة حتى كادوا ان يصطدموا بالسيارة، وفر إيفريت وفاي مع مادي إلى الغابة.
يدرك إيفريت وفاي أن الفضائيين حقيقيون، وقد وصلوا بالفعل فوق المدينة. حيث يشاهدون سفينة فضائية صغيرة تعود إلى السفينة الأم الأكبر، وتبدأ الرياح في الدوران حولهم. عندما يغادر الجمهور لعبة كرة السلة، اختفى إيفريت وفاي ومادي وتبقت آثار أقدامهم والمسجل.

## الممثلين
- سييرا ماكورميك بدور فاي كروكر
- جيك هورويتز في دور إيفريت سلون
- جيل كروناور في دور مابل بلانش
- بروس ديفيس في دور بيلي
- جريج بيتون في دور بيني
- مارك بانيك في دور جيرالد

## الجوائز
- في مهرجان سلام دانس السينمائي 2019 فاز الفيلم بجائزة الجمهور لأفضل فيلم روائي.[1]
- في مهرجان تورونتو السينمائي الدولي لعام 2019، [2] حصل على المركز الثاني باختيار الجمهور لجائزة في فئة "Midnight Madness".[3]
- حاز الفيلم على جائزة لجنة التحكيم الكبرى في مهرجان أوفرلوك السينمائي 2019 [4][5]
- جائزة التصوير السينمائي الخاصة في مهرجان هامبتنز السينمائي الدولي 2019 [6]
- تم ترشيحه لجائزتي: أفضل سيناريو في حفل جوائز إندبندنت سبيريت [7] وكذلك أفضل فيلم روائي دولي في مهرجان أدنبرة السينمائي الدولي لعام 2019.[8]

## وصلات خارجية
- عمق الليل على موقع IMDb (الإنجليزية)
- عمق الليل على موقع ميتاكريتيك (الإنجليزية)
- عمق الليل على موقع روتن توميتوز (الإنجليزية)
- عمق الليل على موقع أول موفي (الإنجليزية)
- عمق الليل على موقع قاعدة بيانات الفيلم (الإنجليزية)
- عمق الليل على موقع ليتربوكسد (الإنجليزية)
- عمق الليل على موقع كينوبويسك (الروسية)